# Baixiang, Heilongjiang
Baixiang (kinesiska: 百祥, 百祥镇) är en köping i Kina. Den ligger i provinsen Heilongjiang, i den nordöstra delen av landet, omkring 160 kilometer norr om provinshuvudstaden Harbin. Antalet invånare är 16 699. Befolkningen består av 8 188 kvinnor och 8 511 män. Barn under 15 år utgör 12,0 %, vuxna 15-64 år 80 %, och äldre över 65 år 6,0 %.
Runt Baixiang är det ganska tätbefolkat, med 149 invånare per kvadratkilometer. Närmaste större samhälle är Yongfu, 19,8 km söder om Baixiang. Trakten runt Baixiang består till största delen av jordbruksmark.
Genomsnittlig årsnederbörd är 913 millimeter. Den regnigaste månaden är juli, med i genomsnitt 286 mm nederbörd, och den torraste är januari, med 8 mm nederbörd.